# Aleko Rock
Aleko Rock är en kulle i Antarktis. Den ligger i Sydshetlandsöarna. Argentina, Chile och Storbritannien gör anspråk på området. Toppen på Aleko Rock är 147 meter över havet.
Terrängen runt Aleko Rock är varierad. Havet är nära Aleko Rock åt sydväst. Trakten är glest befolkad. Närmaste befolkade plats är St. Kliment Ohridski Base, 1,7 kilometer söder om Aleko Rock. 